# Олува Клеттскард
Олува Елін Клеттскард (фар. Óluva Elin Klettskarð; нар. 24 червня 1965) — фарерський шкільний вчитель і політик. Член Легтингу з 2015 по 2019 рік.

## Ранні роки і кар'єра
Олува Клеттскард народилась у Клаксвіку 24 червня 1965 року, дочка Пала Клеттскарда з Гаральдсунда та його дружини Едіт (уроджена Стенберг) з Поркері. Батьки вели власний бізнес у Клаксвіку, а батько згодом став власником рибальського човна. З 1991 по 1996 рік навчалася в Університеті Фарерських островів, здобувши ступінь з історії та скандинавської філології. З 1997 рокупрацює викладачем у Føroya Studentaskúli og HF-Skeið у Торсхавні.

## Політична кар'єра
Клеттскард була головою головного правління партії "Республіка" (Tjóðveldi) і членом робочого комітету партії. Член міської ради у Клаксвіку з 2009 по 2016 рік і член Лагтингу протягом кількох періодів виборів. Два тижні восени 2008 року була міністром культури до того, як Тьодвельді залишив уряд. З 2015 по 2019 рік - член Легтингу, тоді як її двоюрідний брат Сірід Стенберг обіймав посаду Міністра охорони здоров’я. 

## Особисте життя
Олува одружена з Андрасі Сольштейном, у них є двоє синів: Палл Андрассон Клеттскард (1990 р.н.), який є футболістом, та Арі Андрассон Клеттскард (2001 р.н.).